# Evangelina Nogales
Evangelina Nogales (1965 Colmenar Viejo, Madrid) es va llicenciar en Ciències Físiques a la Universitat Autònoma de Madrid i va obtenir el doctorat en Biofísica a la University of Keele (Regne Unit). Nogales ha investigat processos moleculars en els organismes vius com ara: la transmissió de cromosomes entre pares i fills, la transferència d'informació des dels gens a les proteïnes, etc.
A l'edat de 32 anys, aquesta destacada científica va ser portada de la revista científica Nature. El motiu va ser resoldre un dels més importants reptes científics de la biologia des dels anys 60. Emprant noves tècniques com la cristal·lografia d'electrons Nogales va aconseguir reproduir l'estructura tridimensional de la tubulina, una proteïna que té un paper essencial en el procés de divisió cel·lular i en el transport de matèries per l'interior de les cèl·lules.
Setze anys després, el 2014, torna a ser notícia en una altra revista científica, en aquest cas Cell, per haver descobert com funciona exactament l'antitumoral Taxol, una substància extreta de l'escorça d'un arbre: el teix del Pacífic. Mitjançant tècniques de criomicroscopía electrònica, l'equip d'Evangelina Nogales ha pogut congelar estructures microscòpiques i estudiar-les a nivell gairebé atòmic. El taxol es fixa en els microtúbuls de la tubulina impedint el procés de divisió cel·lular, un descobriment que resulta clau en la investigació dels medicaments contra el càncer.
Actualment investiga al Howard Hughes Medical Institute, dona classes de Bioquímica i Biologia molecular a la Universitat de Berkeley i investiga al Lawrence Berkeley National Laboratory de Califòrnia. A més, forma part del consell editorial d'importants revistes científiques com Journal of Structural Biology (des de l'any 2000) o el Journal of Molecular Biology (des de l'any 2012).